# Bryonia monoica
Bryonia monoica är en gurkväxtart som beskrevs av James Edward Tierney Aitchison och Hemsl. Bryonia monoica ingår i Hundrovesläktet som ingår i familjen gurkväxter. Inga underarter finns listade i Catalogue of Life.